# Antonio Ponce

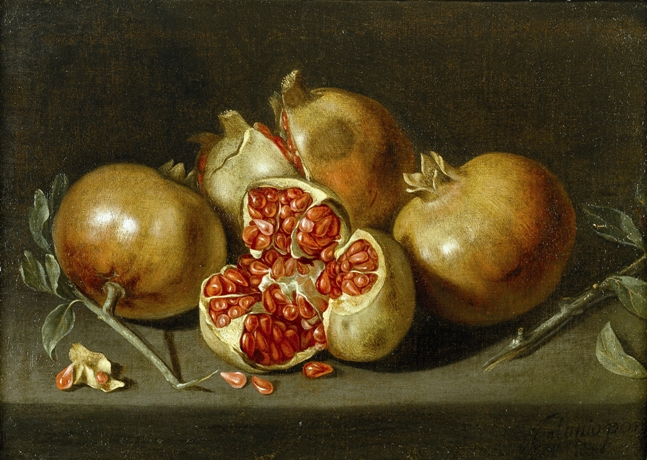
Granadas, óleo sobre lienzo, 25 x 35 cm, Madrid, Museo Nacional del Prado.

Antonio Ponce (Valladolid, c. 1608-Madrid, c. 1677), pintor barroco español, especializado en la pintura de bodegones y guirnaldas, desarrolló toda su actividad en Madrid, ciudad a la que llegó muy niño.

## Biografía
Hijo de un criado de la casa del duque de Peñaranda, en 1624, huérfano de padre, entró como aprendiz en el taller de Juan van der Hamen, en el que permaneció tres años. Al completar su aprendizaje casó con Francisca de Alfaro, sobrina de su maestro. Fallecido éste en 1631, es probable que Ponce, como miembro de la familia, mantuviese abierto el taller, como acreditaría el elevado número de bodegones conservados repitiendo modelos de Van der Hamen con una técnica de ejecución más seca y que, en opinión de William B. Jordan, podrían serle atribuidos en gran número.
En 1633 fue uno de los pintores con tienda abierta al público a los que se les confiscaron retratos del rey y de la familia real para que Vicente Carducho y Velázquez juzgasen su calidad y propiedad, por cuanto los alcaldes de la casa y corte de Su Majestad habían observado que en muchas casas de pintores había de estos retratos reales, no parecidos los más de ellos, y otros con hábitos indecentes. Hay noticias documentales que lo sitúan en 1637 trabajando en las decoraciones efímeras para la entrada de la princesa de Carignano y un año después en las decoraciones del Palacio del Buen Retiro en unión de Francisco Barrera, con quien aparece nuevamente asociado en 1649, en los preparativos para la entrada de la reina Mariana de Austria de los que se encargan junto con el escultor Manuel Correa. 

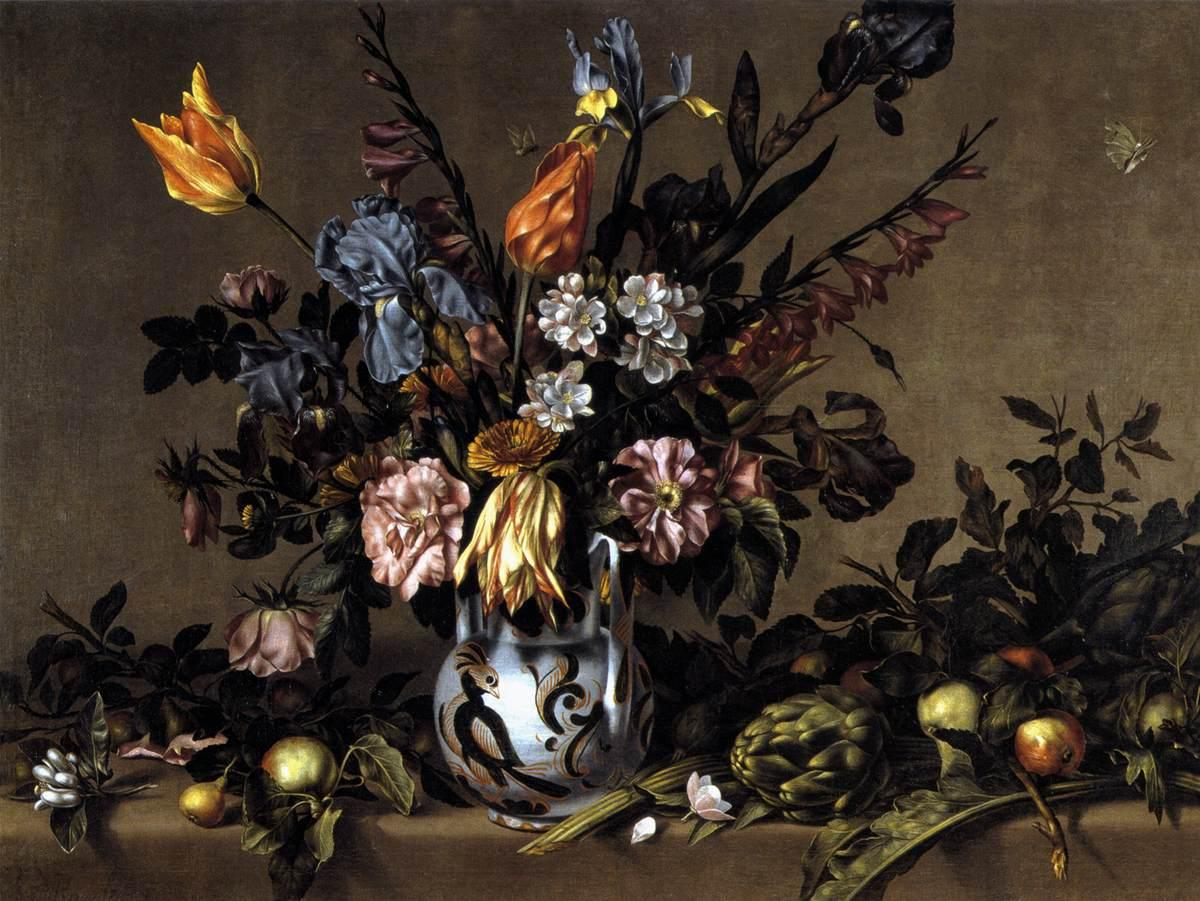
Bodegón con alcachofas y jarrón de Talavera con flores, hacia 1660, óleo sobre lienzo, 72 x 94 cm, Madrid, Colección Abelló.

## Obra
La primera obra firmada, un Florero fechado en 1630, propiedad del Museo de Estrasburgo, es obra seca y de carácter arcaico. En sus bodegones es clara la dependencia de Van der Hamen, tanto en la disposición escalonada de los objetos como en la pincelada prieta, aunque irá evolucionando hacia composiciones más barrocas en las que los objetos se acumulan en diferentes planos y, desde 1640, sustituirá los fondos oscuros por otros claros y luminosos. La precisión en los detalles, característica de sus bodegones, se observa también en el tratamiento de las flores, como muestra la Guirnalda de flores con la Asunción de la Virgen del Museo Nacional del Prado, obra de considerables dimensiones (201 x 144 cm) firmada en 1654, en la que es claro el contraste entre las flores, minuciosamente descritas, y el grupo formado por la Virgen y ángeles que ocupan el centro de la guirnalda, de factura más libre. Adquirida con fondos del legado Villaescusa, la guirnalda muestra todavía en su composición cerrada la influencia de Van der Hamen en tanto las figuras, quizá del propio Ponce, recuerdan modelos de Mateo Gallardo.
Otros dos bodegones —Bodegón de cocina y Granadas— ambos firmados, han ingresado en el Museo del Prado después de 1987 procedentes de sendas colecciones privadas en las que se encuentra todavía el grueso de su producción.